# لاینیه‌برد
لوینژبرد (به هلندی: Luinjeberd) یک منطقهٔ مسکونی در هلند است که در هیرن‌فین واقع شده‌است. لوینژبرد ۴۳۰ نفر جمعیت دارد.